# 堀内富久
堀内 富久（ほりうち とみひさ、1949年〈昭和24年〉1月22日 - ）は、日本の政治家。山梨県都留市長（3期）。元山梨県議会議員（2期）。

## 来歴
山梨県南都留郡谷村町（現・都留市）出身。1967年（昭和42年）3月、山梨県立谷村工業高等学校（現・山梨県立都留興譲館高等学校）卒業。同年、電気会社に入社。1968年（昭和43年）、家業の堀内電気に入社。
2007年（平成19年）4月の山梨県議会議員選挙に無所属で出馬し初当選。2011年（平成23年）、再選。
2013年（平成25年）11月10日に行われた都留市長選挙に出馬。小林義光市長の路線の継続を主張した前市議の谷内茂浩を破り初当選を果たした（堀内：11,334票、谷内：7,958票）。投票率は76.73％だった。12月8日、市長就任。
2017年（平成29年）、無投票で再選。
2021年（令和3年）、選挙戦を制し、3選。

## 市政
- 2020年（令和2年）4月21日、新型コロナウイルス対策の財源に充てるため、自身の5月から10月までの月額給与を10％減額すると発表した。教育長については5％減額する[7]。